# Jana rosea
Jana rosea är en fjärilsart som beskrevs av Emilio Berio 1937. Jana rosea ingår i släktet Jana och familjen Eupterotidae. Inga underarter finns listade i Catalogue of Life.